# Phelister rubicundus
Phelister rubicundus är en skalbaggsart som beskrevs av Sylvain Auguste de Marseul 1889. Phelister rubicundus ingår i släktet Phelister och familjen stumpbaggar. Inga underarter finns listade i Catalogue of Life.